# Trevor Bardette
Trevor Bardette  né Terva Gaston Hubbard à Nashville, Arkansas, le 19 novembre 1902 ; mort à Green Valley, (Arizona) le 28 novembre 1977, est un acteur américain.

## Filmographie partielle
- 1937 : Le Grand Garrick (The Great Garrick) de James Whale
- 1939 : Chantage (Blackmail) de H. C. Potter
- 1939 : Terreur à l'ouest (The Oklahoma Kid) de Lloyd Bacon
- 1940 : L'Escadron noir (Dark command) de Raoul Walsh
- 1940 : Les Déracinés (Three Faces West) de Bernard Vorhaus
- 1940 : Abraham Lincoln de John Cromwell
- 1940 : Et l'amour vint... (He Stayed for Breakfast) de Alexander Hall
- 1941 : Glamour Boy de Ralph Murphy
- 1943 : La Nuit sans lune (The Moon Is Down) de Irving Pichel
- 1944 : Tampico de Lothar Mendes
- 1944 : Le Juré disparu (The Missing Juror) de Oscar Boetticher Jr.
- 1945 : Dick Tracy de William Berke
- 1946 : The Hoodlum Saint de Norman Taurog
- 1946 : Le Grand Sommeil (The Big Sleep) de Howard Hawks : Art Huck
- 1947 : Taïkoun (Tycoon) de Richard Wallace
- 1947 : Le Maître de la prairie (The Sea of Grass) de Elia Kazan
- 1947 : La Belle Esclave (Slave Girl) de Charles Lamont
- 1948 : L'Antre de la folie (Behind Locked Doors) de Oscar Boetticher
- 1948 : La Rivière d'argent (Silver River) de Raoul Walsh
- 1948 : Alias a Gentleman de Harry Beaumont
- 1950 : La Dame sans passeport (A Lady Without Passport) de Joseph H. Lewis
- 1950 : La Flèche brisée (Broken Arrow) de Delmer Daves
- 1950 : Le Démon des armes (Deadly is the Female / Gun Crazy) de Joseph H. Lewis
- 1951 : Les Pirates de la Floride (The Barefoot Mailman) de Earl McEvoy
- 1951 : Destination Mars (Flight to Mars) de Lesley Selander : Alzar
- 1952 : La Madone du désir (The San Francisco Story) de Robert Parrish
- 1953 : Le soleil brille pour tout le monde (The Sun Shines Bright) de John Ford
- 1953 : Le Déserteur de Fort Alamo (The Man from Alamo) de Budd Boetticher
- 1953 : La Taverne des révoltés (The Man Behind the Gun) de Felix E. Feist (rôle non crédité)
- 1953 : Le Nouveau Chant du désert (The Desert Song) de H. Bruce Humberstone
- 1954 : Le Nettoyeur (Destry) de George Marshall
- 1955 : Les Rôdeurs de l'aube (Rage at Dawn) de Tim Whelan
- 1955 : À l'ombre des potences (Run for Cover) de Nicholas Ray
- 1955 : Les Années sauvages (The Rawhide Years) de Rudolph Maté
- 1955 : Tornade sur la ville (The Man from Bitter Ridge) de Jack Arnold
- 1956 : Crépuscule sanglant (Red sundown) de Jack Arnold
- 1957 : La Cité pétrifiée (The Monolith Monsters) de John Sherwood
- 1957 : Le Vengeur (Shoot-Out at Medicine Bend) de Richard L. Bare
- 1958 : Thunder Road de Robert Mitchum et Arthur Ripley
- 1959 : Comment dénicher un mari (The Mating Game) de George Marshall